# Anna Incerti
Anna Incerti, född 19 januari 1980 i Palermo, är en italiensk långdistanslöpare.